# María Onetto
María José Onetto  (Buenos Aires, 18 de agosto de 1966-Buenos Aires, 2 de marzo de 2023) fue una actriz y psicóloga argentina.

## Biografía
A los 21 años se recibió de psicóloga pero su vocación artística fue más fuerte. Luego de un viaje a Europa, regresó a Argentina, estudió teatro con Hugo Midón y sintió al Sportivo Teatral de Ricardo Bartís el lugar para canalizar sus sentimientos y comenzar su verdadera vocación. Se formó también con Javier Daulte, Augusto Fernandes y Luis Agustoni. En teatro integró los elencos de Raspando la cruz de 1997, La casa de Bernarda Alba (2002), Bizarra (2003), Nunca estuviste tan adorable (2004), entre otros.

## Fallecimiento
El 2 de marzo de 2023 a los 56 años, a raíz de una profunda depresión y tras la muerte de su madre, se quitó la vida en el departamento del barrio porteño de Palermo. Según consta en el informe los familiares de la artista estaban preocupados porque no respondía mensajes ni llamados desde hacía varios días. Su muerte causó un hondo pesar. En su última entrevista dijo:

Todo lo que tiene que ver con la relación de la naturaleza y las pausas, conectarnos con eso, sentirnos una especie más que vive en el planeta de tantas, nuestro cuerpo es traductor de nuestro campo imaginario y nuestro sentir, las enfermedades son ejemplo de eso, te enterás que estabas viviendo una vida que no te gustaba.

Sus restos descansan en el panteón de la Asociación Argentina de Actores sindicato al que estaba afiliada, en el Cementerio de la Chacarita.

## Cine
| Año  | Título                                      | Papel                   |
| ---- | ------------------------------------------- | ----------------------- |
| 2000 | Lejanía (cortometraje)                      |                         |
| 2005 | Cuatro mujeres descalzas                    | Sandra                  |
| 2006 | La punta del diablo                         | Laura                   |
| 2007 | El otro                                     | Recepcionista del hotel |
| 2007 | Arizona Sur                                 | La patrona              |
| 2008 | La mujer sin cabeza                         | Verónica                |
| 2008 | Horizontal/Vertical                         | Guadalupe               |
| 2009 | Los condenados                              | Marta                   |
| 2009 | Nunca estuviste tan adorable                | Blanca                  |
| 2009 | En nuestros corazones para siempre          | María                   |
| 2010 | Rompecabezas                                | María del Carmen        |
| 2013 | La gaviota                                  | Elena                   |
| 2014 | Relatos salvajes                            | Helena                  |
| 2014 | El cerrajero                                | Fabiana                 |
| 2015 | La vida después                             | Juana                   |
| 2015 | La intrusa (cortometraje)                   | Silvia                  |
| 2016 | 2001: mientras Kubrick estaba en el espacio | Madre de Felipe         |
| 2017 | El peso de la ley                           | Fiscal Rivas            |
| 2018 | Aire                                        | Carmen Azegura          |
| 2018 | La religiosa (cortometraje)                 | Rosario                 |
| 2018 | El azote del diablo                         | Irene                   |
| 2018 | Perdida                                     | Clara Villalba          |
| 2021 | Una casa lejos                              | Maribel                 |
| 2021 | La sangre roja                              | Mercedes                |
| 2021 | Yo nena, yo princesa                        | Lic. Rodríguez          |

## Televisión
| Año       | Título                    | Papel                  | Notas                                        |
| --------- | ------------------------- | ---------------------- | -------------------------------------------- |
| 2004      | El disfraz                | La Dra. Lavalle        | Participación                                |
| 2005      | Mujeres asesinas 1        | Madre de Claudia       | Capítulo 3: «Claudia Sobrero, cuchillera»    |
| 2005      | Mujeres asesinas 1        | Doctora                | Capítulo 10: «Stella O., huérfana emocional» |
| 2005      | Mujeres asesinas 1        | Madre de Patricia      | Capítulo 19: «Patricia, vengadora»           |
| 2006      | Montecristo               | Leticia Lombardo       | Elenco Secundario                            |
| 2006      | Vientos de agua           |                        | Participación                                |
| 2007      | 200 años                  |                        | Participación                                |
| 2008      | Mujeres asesinas 4        | Noemí Fernández        | Capítulo 11: «Noemí, desquiciada»            |
| 2009      | Tratame bien              | Elsa Lipis             | Coprotagonista                               |
| 2010      | Lo que el tiempo nos dejó | Madre de Elena         | Capítulo 1: «Mi mensaje»                     |
| 2011      | Televisión x la inclusión |                        |                                              |
| 2011      | Televisión x la inclusión | Victoria               | Capítulo 2: «Suelo argentino»                |
| 2011      | Televisión x la inclusión | Marcela                | Capítulo 11: «Daños y prejuicios»            |
| 2012      | 23 pares                  | Elena Iturrioz         | Protagonista                                 |
| 2013      | Santos y pecadores        | Dolores                | Capítulo 6: «Lazos que duelen»               |
| 2014      | La celebración            | Elva                   | Capítulo 4: «Bautismo»                       |
| 2014      | En terapia                | Marisa Angusi          | Temporada 3, Elenco de reparto               |
| 2014      | Doce casas                | Delia                  | «Historia de Delia y Omar»                   |
| 2014      | Vestir a la nación        | Carmen Montijo         | Protagonista                                 |
| 2015      | La casa                   | Silvia de Cruz         | Capítulo 3: «1945: Japonés»                  |
| 2016      | La pulsera                | Silvana                | Participación                                |
| 2016      | Estocolmo                 | Mónica Torres          | Elenco Secundario                            |
| 2017      | Mis noches sin ti         | Dolores                | Elenco Secundario                            |
| 2018-2019 | Mi hermano es un clon     | Elena Mónaco           | Elenco Secundario                            |
| 2021      | Maradona, sueño bendito   | Madre de Plaza de Mayo | Participación especial                       |
| 2023      | Ringo, gloria y muerte    | Dominga Grillo         | Coprotagonista                               |

## Teatro
- 1997: Raspando la cruz, de Rafael Spregelburd.
- 2000: Faros de color, de Javier Daulte.
- 2001: La escala humana, de Javier Daulte, Rafael Spregelburd y Alejandro Tantanian.
- 2002: La casa de Bernarda Alba, de Federico García Lorca.
- 2002: Un sueño árabe, de Roland Schimmelpfenning.
- 2003: Bizarra, de Rafael Spegelburd.
- 2003: Donde más duele, de Roberto López y Kristina Goikoetxea.
- 2004: Nunca estuviste tan adorable, de Javier Daulte.
- 2007: Muerte de un viajante, de Arthur Miller.
- 2010: Un dios salvaje, de Yasmina Reza.
- 2010: Pedir demasiado, de Griselda Gambaro. Ciclo Teatrísimo.
- 2011: Los hijos se han dormido, de Daniel Veronese, basada en La gaviota de Anton Chéjov.
- 2013: Sonata de otoño, de Ingmar Bergman.
- 2014: Almas ardientes, de Santiago Loza.
- 2015: Los corderos, de Daniel Veronese.
- 2016: Descolecho, de Susana Torres Molina, del espectáculo Idénticos. Ciclo Teatro x la Identidad.
- 2017: Sobre Mirjana y los que la rodean, de Ivor Martinic.
- 2017: Pequeño estado de gracia, de Enrique Papatino.
- 2017: Tercero incluido, de Eduardo Tato Pavlovsky. Ciclo Integral Pavlovsky.
- 2018: Valeria radioactiva, de Javier Daulte.
- 2018: En lo alto para siempre, de Camila Fabbri y Eugenia Pérez Tomas.
- 2019: Fe, de Eugenia Pérez Tomas. Ciclo Tintas Frescas.
- 2019: La persona deprimida, de David Foster Wallace.
- 2019: Potestad, de Eduardo Tato Pavlovsky.
- 2020: Globalisiados, de Sol Rodríguez Seoane. Ciclo Monólogos de la peste.
- 2021: Ángel, de Pablo dos Reis, del espectáculo Idénticos. Ciclo Teatro x la Identidad.
- 2021: Teoría King Kong (capítulo Porno Brujas) de Virginie Despentes.
- 2022: Bodas de sangre, de Federico García Lorca.

## Premios y nominaciones
| Año  | Premio                 | Categoría                     | Obra                | Resultado   |
| ---- | ---------------------- | ----------------------------- | ------------------- | ----------- |
| 2001 | Premio Clarín          | Actriz en teatro              | La escala humana    | Ganadora    |
| 2006 | Premio Martín Fierro   | Artista revelación            | Montecristo         | Ganadora    |
| 2006 | Premio Clarín          | Actriz de Drama en Televisión | Montecristo         | Ganadora    |
| 2008 | Premio Cóndor de Plata | Actriz protagonista           | La mujer sin cabeza | Ganadora    |
| 2011 | Premio Konex           | Actriz de teatro              | Período 2001-2010   | Ganadora[7] |
| 2021 | Premio Konex           | Unipersonal                   | Período 2011-2020   | Ganadora    |